# Mănăstireni
Mănăstireni es una comuna de Rumania, en el distrito de Cluj. Su población en el censo de 2002 era de 1.797 habitantes.

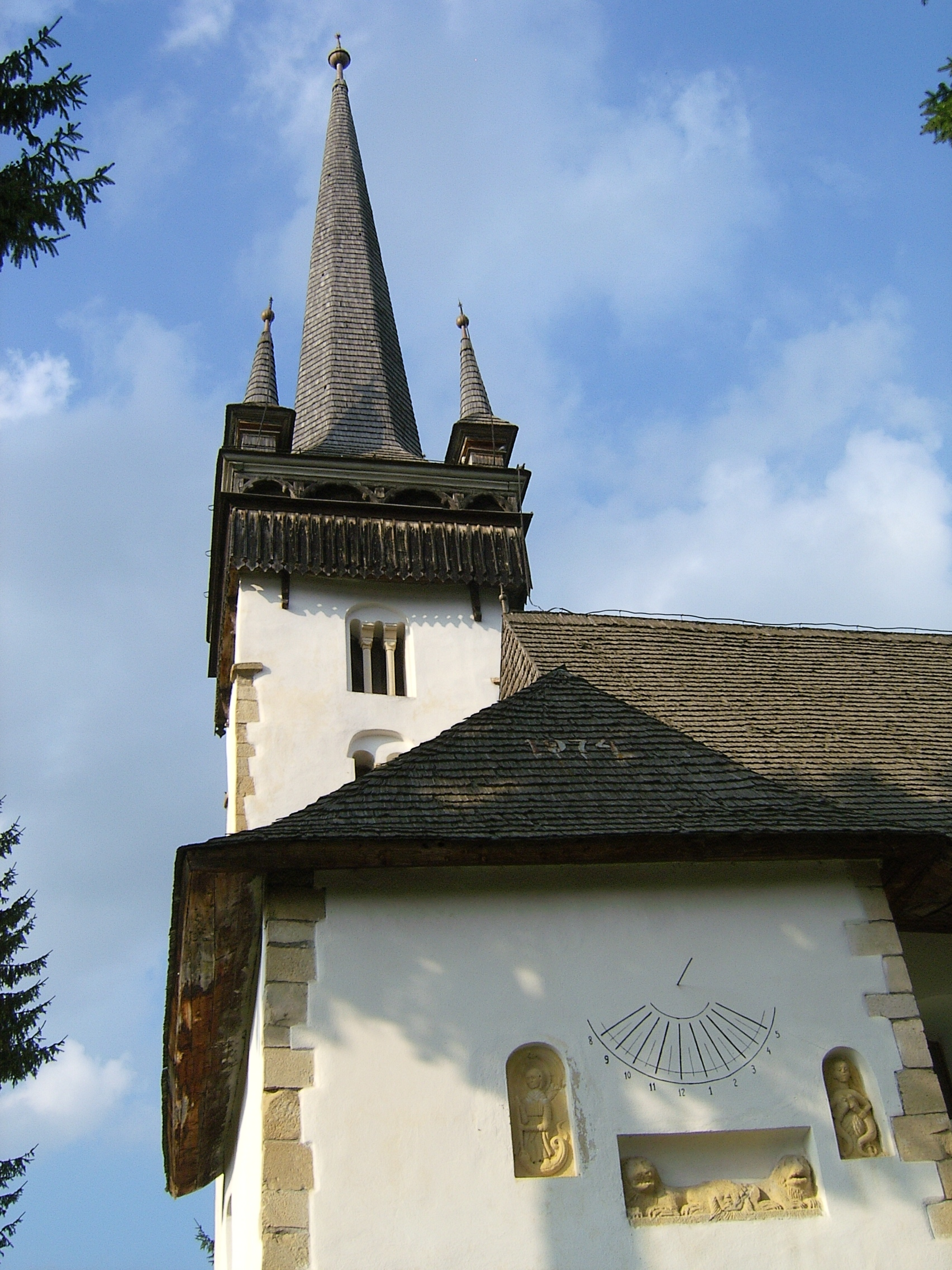
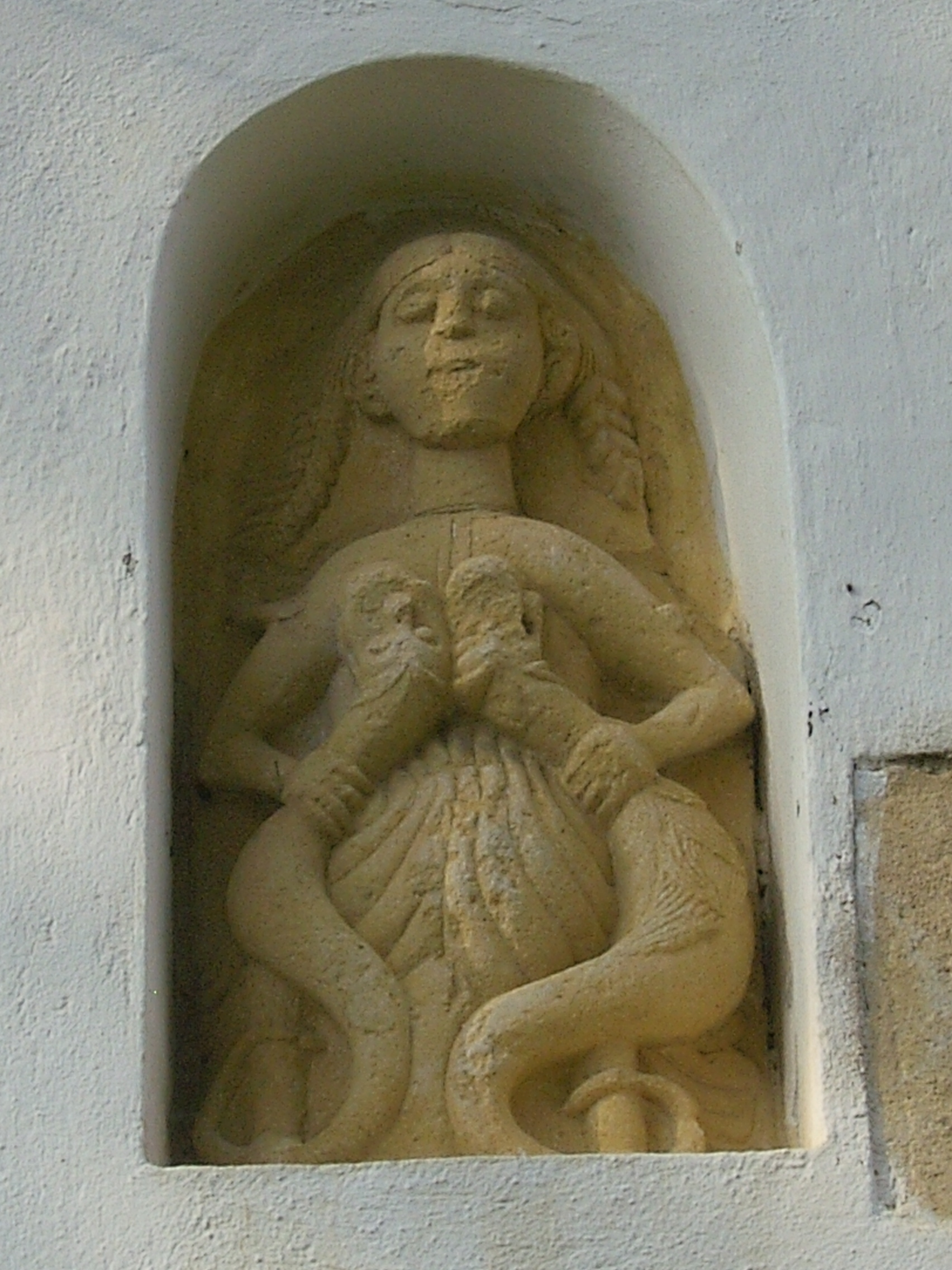
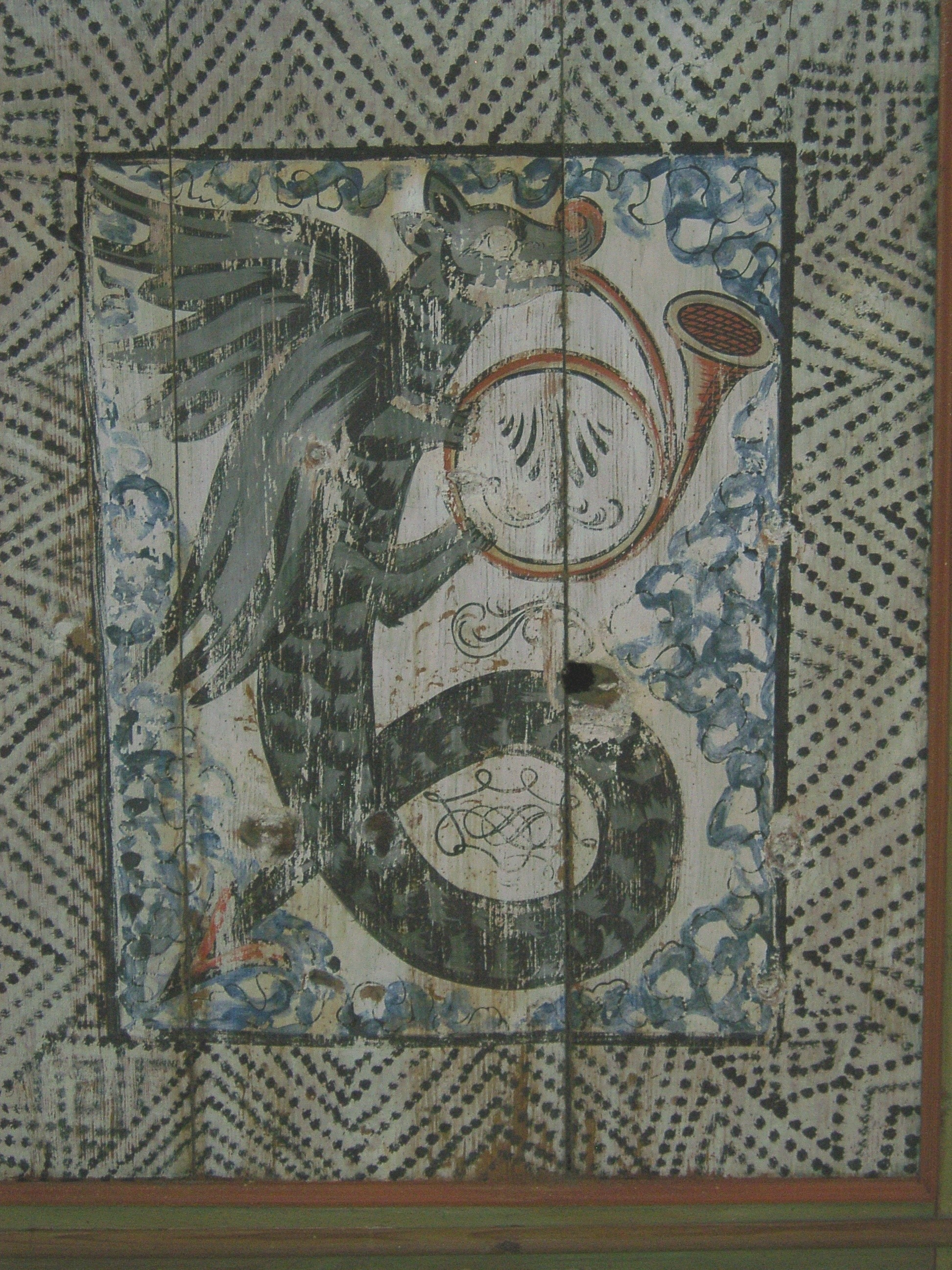
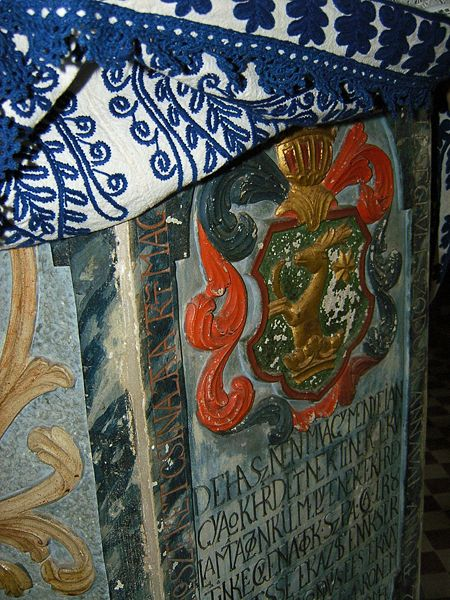
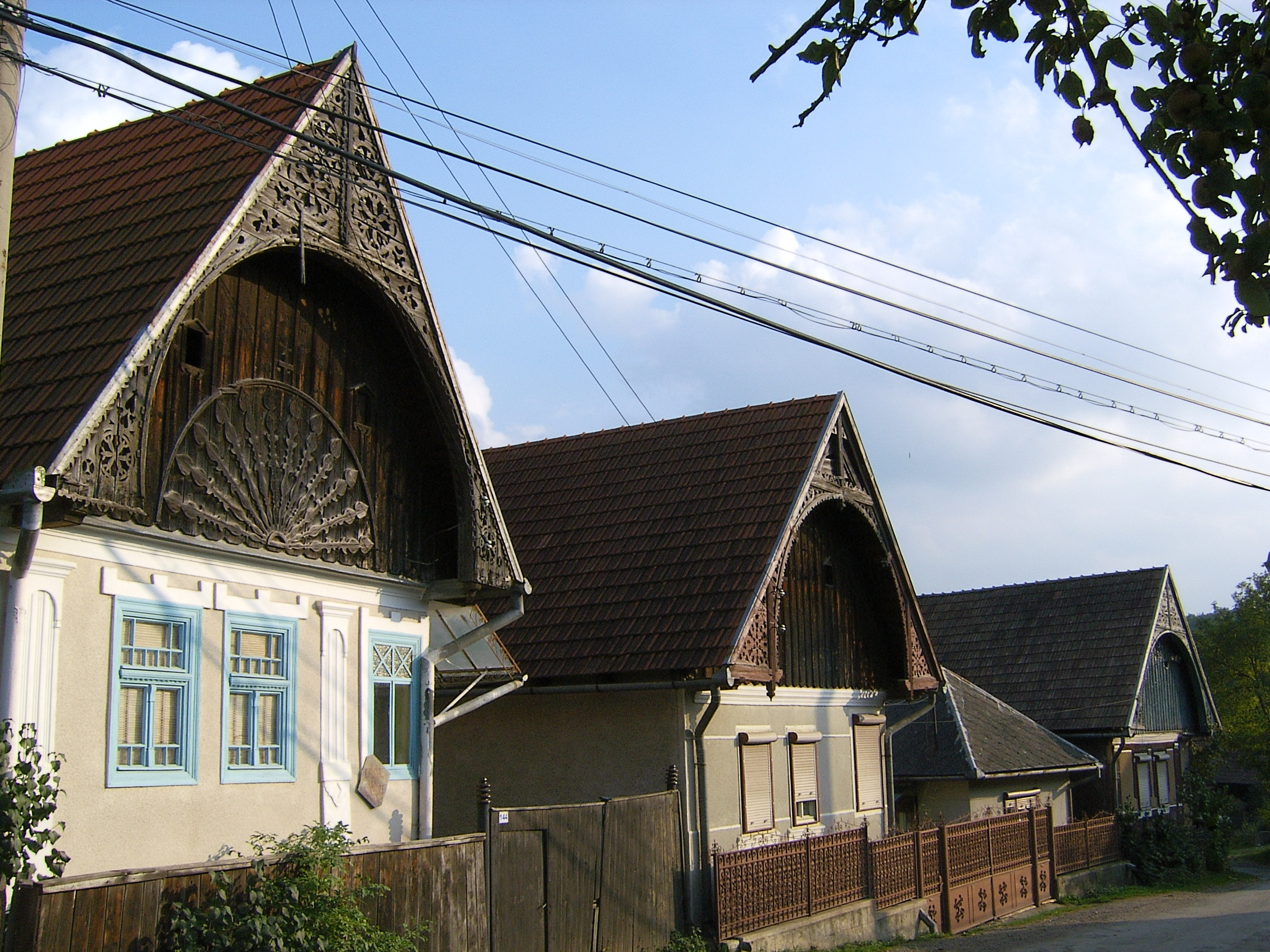
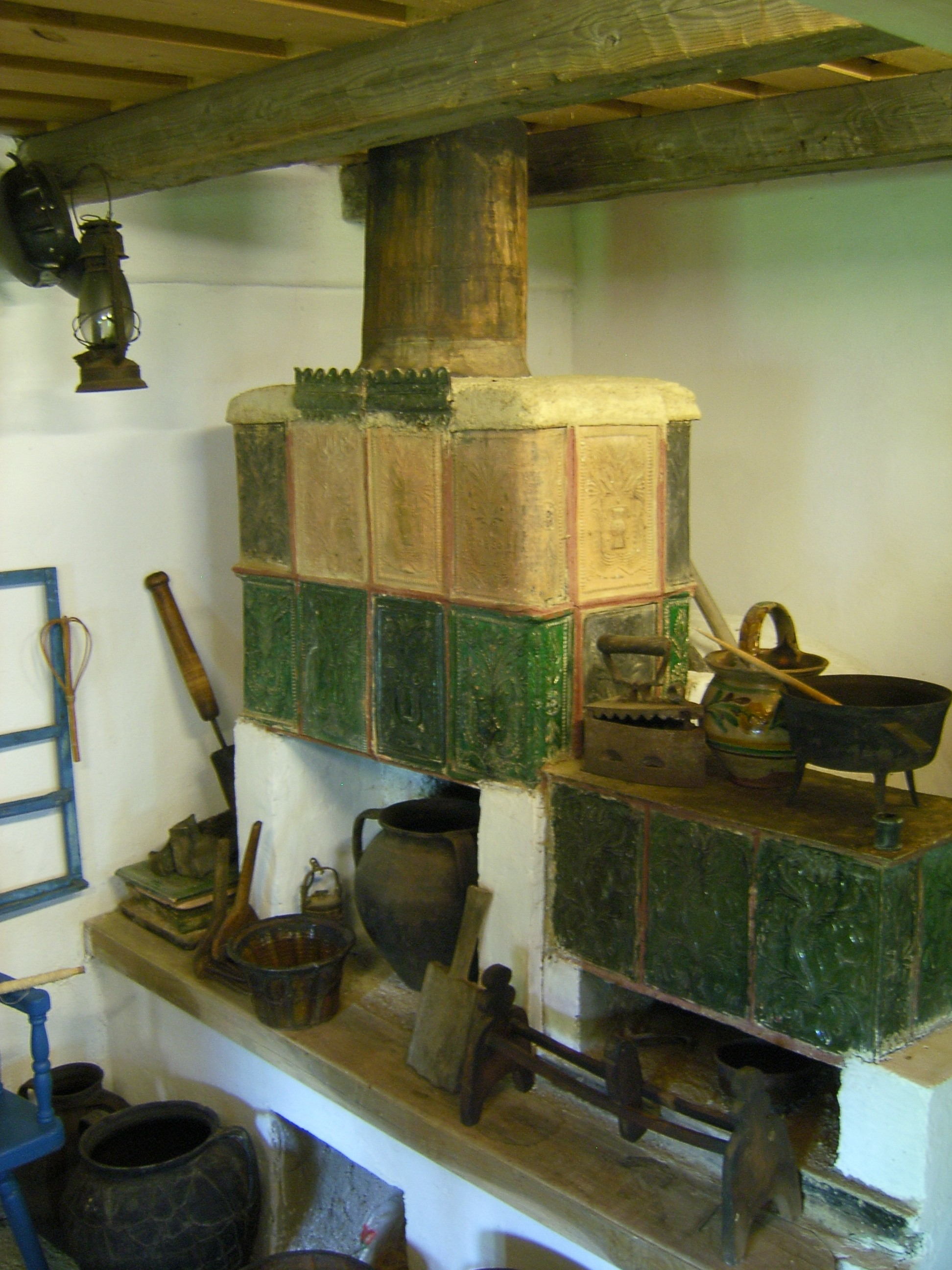
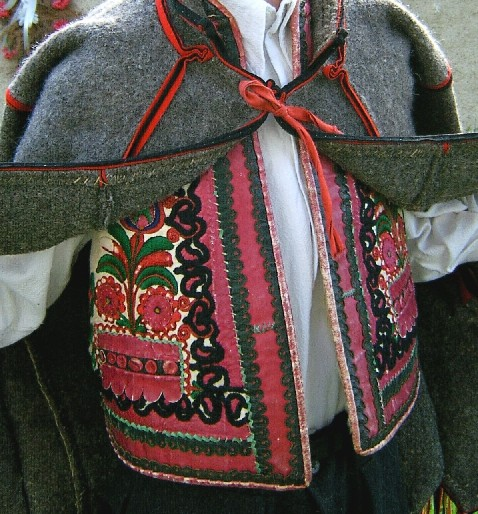

- Datos: Q12724979

1. ↑  Worldpostalcodes.org,código postal n.º 407370.